# Альпенрод
Альпенрод (нім. Alpenrod) — громада в Німеччині, розташована в землі Рейнланд-Пфальц. Входить до складу району Вестервальд. Складова частина об'єднання громад Гахенбург.
Площа — 12,15 км2. Населення становить 1596 ос. (станом на 31 грудня 2020).

## Галерея

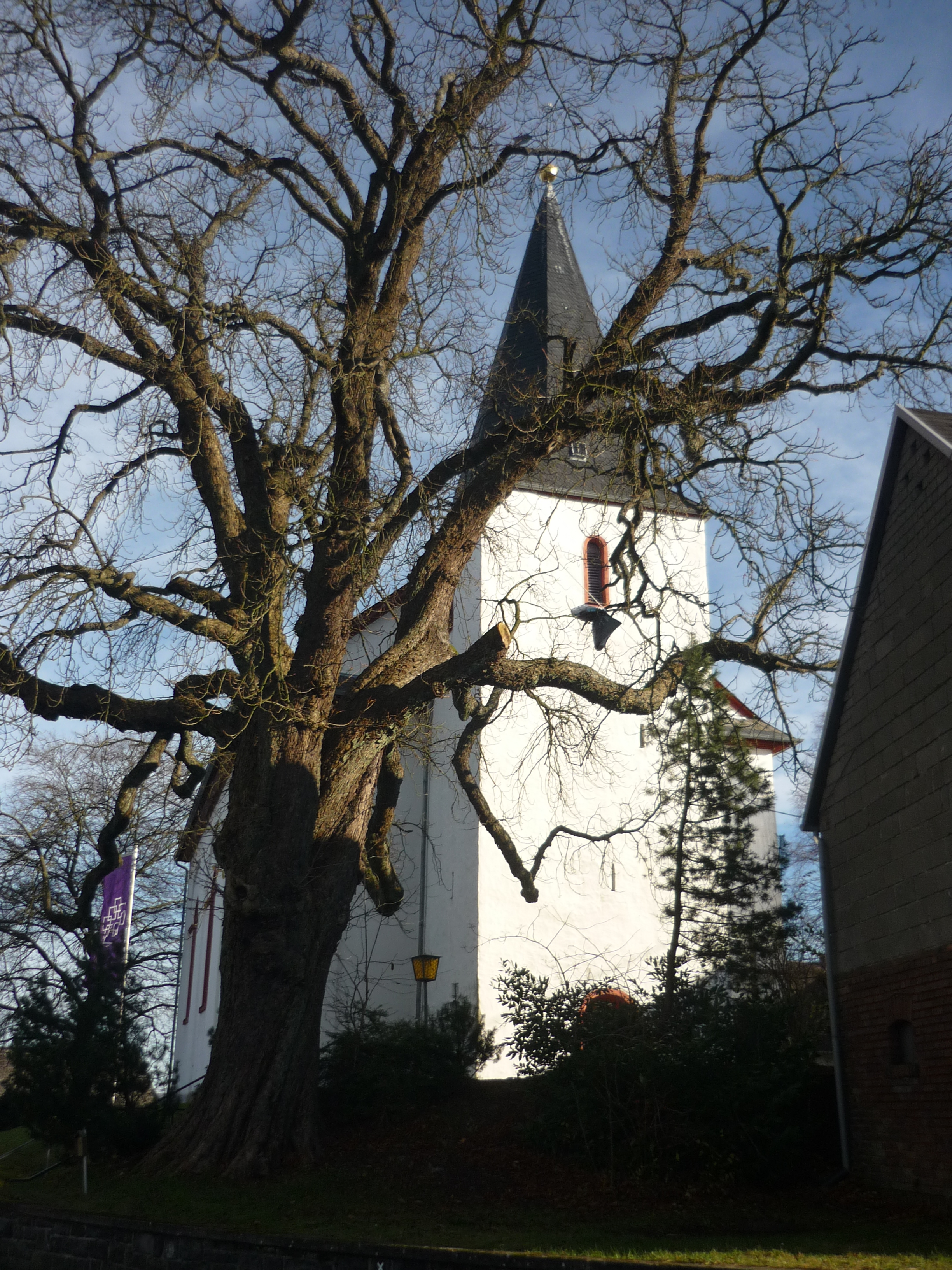